# أقا ميرلو (كوثر)
أقا ميرلو هي قرية في مقاطعة كوثر، إيران. يقدر عدد سكانها بـ 627 نسمة بحسب إحصاء 2016.